# محاصره اورلئان
محاصره اورلئان (انگلیسی: Siege of Orléans) یک بخش مهم از جنگ‌های صد ساله میان انگلستان و فرانسه بود، این اولین پیروزی نظامی بزرگ ارتش فرانسهٔ سلطنتی در حالی صورت گرفت که ژاندارک با ارتش فرانسه به دنبال اولین موفقیت بزرگ این کشور و جبران شکست در نبرد آزینکورت به سال ۱۴۱۵ بود، محاصره این شهر در زمانی شکل گرفت که انگلستان در اوج قدرت خودش در طول جنگ بود، استراتژی دفاع از این شهر یک حرکت نمادین و سمبلیک برای هر دو طرف بود، در آن زمان در میان معاصرین اجماع بر این بود که اگر نایب‌السلطنه انگلستان، جان لنکستر، نخستین دوک بدفورد، با سقوط شهر اورلئان می‌تواند رؤیای هنری پنجم را تحقق بخشد و تمام فرانسه را فتح کند.

## نگارخانه

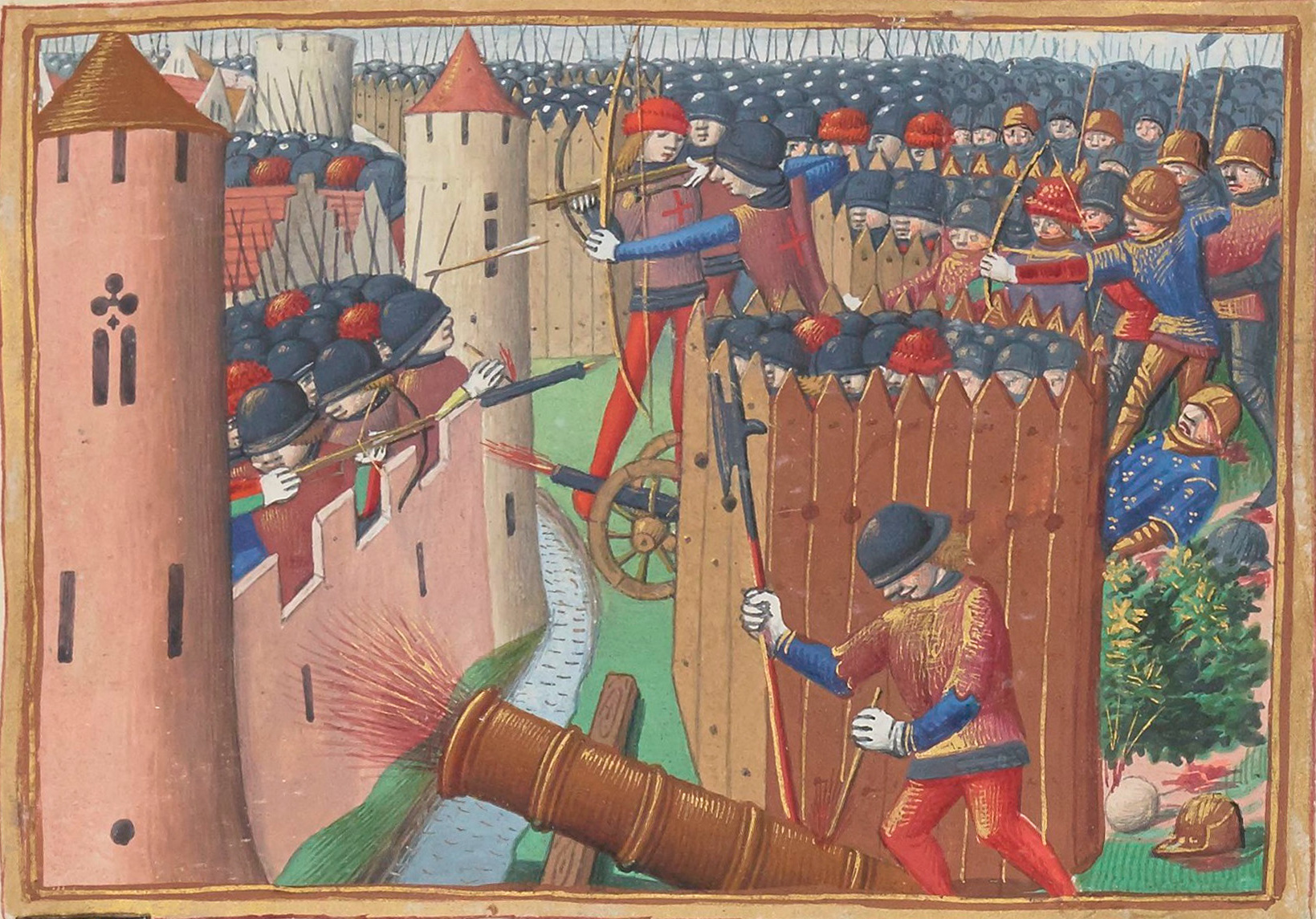
محاصره اورلئان به سال ۱۴۲۸
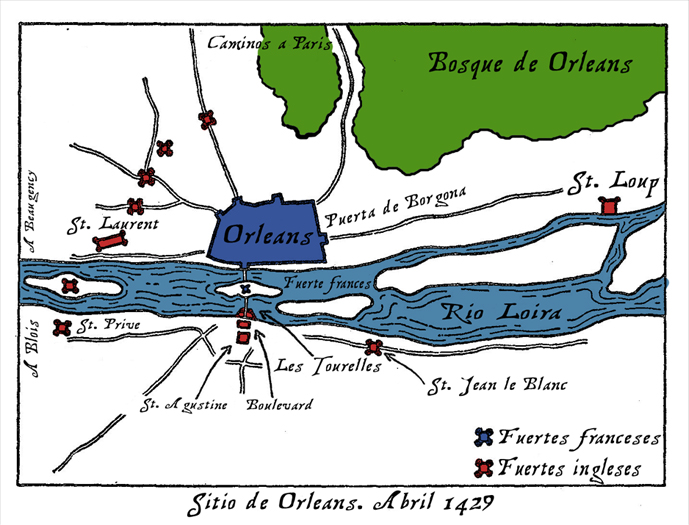
نقشه محاصره
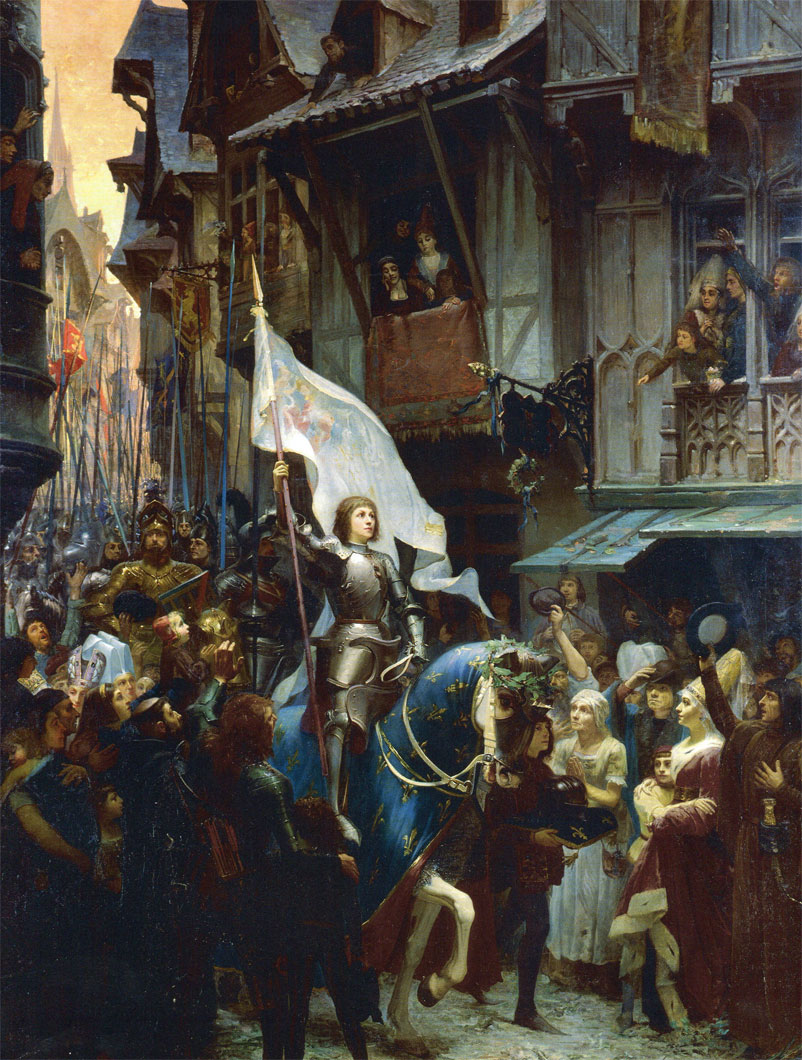
ژاندارک در زمان ورود به شهر اورلئان